# Nowa Kultura (1950–1963)
Nowa Kultura – polski tygodnik społeczno-literacki wydawany w latach 1950–1963 w Warszawie.
Czasopismo miało siedzibę przy ul. Wiejskiej 12 w Warszawie.

## Historia
Pismo powstało z połączenia dwóch tygodników, „Odrodzenie” (1944–1950) i „Kuźnica” (1945–1950). W okresie 1952–1956 było oficjalnym organem Związku Literatów Polskich. Pismo propagowało hasła realizmu socjalistycznego.
Redaktorzy naczelni:
- Paweł Hoffman: 1950–1952
- Jerzy Putrament: 1952–1953
- Paweł Hoffman: 1953–1956
- Wiktor Woroszylski: 1956–1958 (lub od nru 49/1957[4])
- Jerzy Piórkowski: 1958
- Stefan Żółkiewski: 1958–1962
- Hieronim Michalski: 1962–1963

Paweł Hoffman został zmuszony do ustąpienia z funkcji redaktora po wydrukowaniu w 1955 na łamach pisma „Poematu dla dorosłych” Adama Ważyka – utworu sprzecznego z zasadami socrealizmu, obnażającego rzeczywistość życia budowniczych Nowej Huty. Za kadencji Stefana Żółkiewskiego zastępcą redaktora naczelnego była Alicja Lisiecka, która pisała recenzje książek. Nazywana „Pryszczatolożką”, lansowała zwłaszcza „pryszczatych” (Woroszylskiego, Mandaliana, Konwickiego), innych natomiast, choćby najzdolniejszych – Iredyńskiego, czy grupę „Współczesności” – bezlitośnie krytykowała.
Według Andrzeja Werblana (1958), „Nowa Kultura” była drugim po czasopiśmie „Po prostu” ośrodkiem publicystyki „rewizjonistycznej”.
W 1963 Artur Starewicz, sekretarz KC do spraw ideologicznych i propagandy, zlikwidował „Świat”, „Nową Kulturę” i „Przegląd Kulturalny”, powołując na ich miejsce, długo bojkotowany przez środowisko, tygodnik „Kultura” (1963–1981). Redaktorem naczelnym został Janusz Wilhelmi.